# Isa (Kagoshima)
Isa (Japans: 伊佐市, Isa-shi) is een Japanse stad in de prefectuur Kagoshima. In 2015 telde de stad 27.271 inwoners. 

## Geschiedenis
Op 1 november 2008 werd Isa benoemd tot stad (shi). Dit gebeurde na het samenvoegen van de stad Okuchi (大口市) en de gemeente Hishikari (菱刈町).
Subprefecturen:
Kumage · Oshima

Steden:
Aira · Akune · Amami · Hioki · Ibusuki · Ichikikushikino · Isa · Izumi · Kagoshima (hoofdstad) · Kanoya · Kirishima · Makurazaki · Minamikyushu · Minamisatsuma · Nishinoomote · Satsumasendai · Shibushi · Soo · Tarumizu

Districten:
Aira · Isa · Izumi · Kagoshima · Kimotsuki · Kumage · Soo · Satsuma · Oshima

Gemeenten per district